# Ула Хан
Ула Хан (на немски: Ulla Hahn) е германска поетеса, белетристка и есеистка, родена в Брахтхаузен, Зауерланд.

## Биография
Ула Хан израства в Монхайм в близост до Дюселдорф и Кьолн. Следва германистика, социология и история в Кьолнския университет. Получава докторска степен в Хамбургския университет с теза, в която сравнява западногерманската и социалистическата литература на шестдесетте години. Преподава в университетите на Хамбург, Бремен и Олденбург, а след това работи като журналистка и редакторка в културния отдел на Радио Бремен.

## Творчество
Още първата стихосбирка на Ула Хан „Сърце над главата“ (1981) намира многобройни читатели и почитатели и е приета с възторг от критиката, която отбелязва: „Тази авторка успява да намери поетически израз за съвременния живот. Характерно за нейната лирика е напрежението между емоция и артистизъм, тъга и ирония“. Следващите стихосбирки на поетесата „Играеща“ (или: „Край на играта“) (1983), „Красива гледка“ (1985), „Нечувана близост“ (или: „Нечута близост“)  (1988), „Пламък на радостта“ (1989) и „Любовни стихове“ (1993) ѝ осигуряват трайно място в панорамата на новата немска литература. В 1994 г. Ула Хан става професор по поетика в университета на Хайделберг. Публикува още стихосбирките „Градината на Епикур“ (1995), „Галилео и две жени“ (1997), „Сладка ябълка червена“ (2003) и „Тъй открит е светът“ (2004).
Ула Хан, която е автор и на няколко престижни литературни антологии, живее като писател на свободна практика в Хамбург.

## Награди и отличия
- 1981: „Награда Леонс и Лена“[2]
- 1981: Stipendium der Deutschen Akademie Rom Villa Massimo[3]
- 1985: „Награда Фридрих Хьолдерлин на град Бад Хомбург“
- 1985: Märkisches Stipendium für Literatur
- 1986: „Награда Розвита“ на град Бад Гандерсхайм
- 1987/88: Stadtschreiberin von Bergen-Enkheim
- 1990: Федерален орден за заслуги на лента
- 1994: Cicero-Rednerpreis
- 2002: „Немска награда за книги“
- 2006: „Награда Елизабет Ланггесер“ на град Алцай
- 2006: Hertha-Koenig-Literaturpreis
- 2010: „Награда Ида Демел“
- 2010: Verdienstorden des Landes Nordrhein-Westfalen
- 2011: Почетен доктор на Хайделбергския университет[4]
- 2013: Ehrenmitgliedschaft der Else-Lasker-Schüler-Gesellschaft[5]
- 2018: „НаградаХанелоре Греве“